# Liste der Baudenkmale in Kloster Tempzin (Gemeinde)
In der Liste der Baudenkmale in Kloster Tempzin sind alle Baudenkmale der Gemeinde Kloster Tempzin (Landkreis Ludwigslust-Parchim) und ihrer Ortsteile aufgelistet (Stand: Januar 2021).

## Häven
| ID | Lage                            | Bezeichnung        | Beschreibung | Bild |
| -- | ------------------------------- | ------------------ | ------------ | ---- |
|    | Hauptstraße 7 (Karte)           | Wohnhaus mit Stall |              |      |
|    | Hauptstraße (Karte)             | Stall (Winkelbau)  |              |      |
|    | Hauptstraße (Feldseite) (Karte) | kleiner Stall      |              |      |

## Langen Jarchow
| ID | Lage             | Bezeichnung         | Beschreibung | Bild |
| -- | ---------------- | ------------------- | ------------ | ---- |
|    | Brüeler Straße   | Pflasterstraße      |              |      |
|    | Seeweg 6 (Karte) | Stallscheune, ehem. |              |      |

## Tempzin
| ID | Lage                           | Bezeichnung                          | Beschreibung | Bild                          |
| -- | ------------------------------ | ------------------------------------ | --- | ----------------------------- |
|    | Friedhof (Karte)               | Grabstätte Kirchenrat Zarncke        | |                               |
|    | Friedhof                       | Kriegerdenkmal 1939/45               | |                               |
|    | An der Klosterkirche 3 (Karte) | Amtshaus, ehem. mit Stall            | |                               |
|    | (Karte)                        | Kirche                               | Spätgotische Klosterkirche aus dem 16. Jahrhundert mit dreischiffigem Langhaus und einem einschiffigen langgestreckten, Chor mit 5/8-Schluss. | Kirche                        |
|    | Antoniterkloster (Karte)       | Präzeptoreigebäude (Warmhaus)        | Kloster Tempzin vom Antoniter-Orden 1222 gegründet; gotisches, zweigeschossiges Präzeptoreigebäude (Warmhaus) von 1496.                       | Präzeptoreigebäude (Warmhaus) |
|    | Antoniterkloster               | Pflegehaus (Scheunenruine)           | Pflegehaus siehe bei Kloster Tempzin |                               |
|    | Antoniterkloster               | Friedhofsmauer und Portal            | Friedhofsmauer mit Portal siehe bei Kloster Tempzin                                                                                           |                               |
|    |                                | Wehr am Mühlenbach und 2 Prellsteine | |                               |

## Zahrensdorf
| ID | Lage                      | Bezeichnung            | Beschreibung | Bild |
| -- | ------------------------- | ---------------------- | ------------ | ---- |
|    | Hauptstraße 4 (Karte)     | Pfarrhaus              |              |      |
|    | Hauptstraße 17 (Karte)    | Doppelkate             |              |      |
|    | Hauptstraße 20 (Karte)    | Molkerei, ehem.        |              |      |
|    | Hauptstraße 21 (Karte)    | Wohnhaus               |              |      |
|    | Hauptstraße 22/23 (Karte) | Bauernhaus             |              |      |
|    | Hauptstraße 25 (Karte)    | Häuslerei              |              |      |
|    | Hauptstraße               | Kriegerdenkmal 1914/18 |              |      |
|    | nach Thurow               | Wegweiser              |              |      |

## Ehemalige Denkmale

### Häven
| ID | Lage                           | Bezeichnung | Beschreibung | Bild |
| -- | ------------------------------ | ----------- | ------------ | ---- |
|    | Hauptstraße (Seeseite) (Karte) | Scheune     |              |      |
|    | Hauptstraße (Feldseite)        | Scheune     |              |      |

### Langen Jarchow
| ID | Lage                      | Bezeichnung | Beschreibung | Bild |
| -- | ------------------------- | ----------- | ------------ | ---- |
|    | Brüeler Straße 19 (Karte) | Scheune     |              |      |

### Zahrensdorf
| ID | Lage                  | Bezeichnung | Beschreibung | Bild       |
| -- | --------------------- | ----------- | ------------ | ---------- |
|    | Hauptstraße 3 (Karte) | Hallenhaus  |              | Hallenhaus |